# Live at the Contamination Festival
Live at the Contamination Festival è un album live (registrato nel gennaio 2003 e pubblicato nel 2005) dalla death/doom metal Daylight Dies.

## Tracce
1. The Line that Divides – 6:49
2. I Wait – 7:02
3. Hollow Hands – 6:03
4. Four Corners – 7:38
5. Everything that Belongs – 6:17

## Formazione
- Guthrie Iddings: voce, pianoforte
- Barre Gambling: chitarra
- Egan O'Rouke: basso
- Jesse Haff: batteria